# Distributed File System (Microsoft)
Systém Distribuovaných Souborů (DFS) je skupina síťových služeb na straně serveru i klienta, které umožňují zorganizovat více SMB sdílení do jednoho logického adresáře nebo přímo do kořenového DFS. DFS poskytuje transparentnost umístění a redundanci dat a zajišťuje tak lepší dostupnost sdílených dat, zvyšuje odolnost proti chybám a přetížení sítě.

## Základní specifikace
Microsoft DFS je uváděno jako 'DFS' i jako 'Dfs' a je nekompatibilní se systémem 'DCE Distributed File System', který je držitelem ochranné známky 'DFS', ale je od roku 2005 ukončen.
Pokud uživatel přistupuje ke sdílené položce v adresáři DFS, pak ve skutečnosti přistupuje k DFS odkazu, který jej transparentně přesměruje na správný zdroj (server/sdílení).
Adresář DFS může existovat na serverových systémech Windows firmy Microsoft od verze NT 4.0 výše a na Samba serverech.
Existují dva způsoby jak implementovat DFS na serverech Windows 2000 a Windows 2003:
- Samostatný kořenový adresář (Standalone DFS root) – existuje pouze na lokálním počítači a nepoužívá tedy 'Active Directory'. Je přístupný jen z počítače na kterém je vytvořen, neposkytuje žádnou ochranu proti výpadku a chybám hardwaru a nemůže k němu být připojen žádný další DFS.
- Doménový kořenový adresář (Domain-based DFS root) – existuje v rámci 'Active Directory' a může svá data poskytovat prostřednictvím dalších doménovým řadičům v doméně – to jest ochrana proti výpadku. Kořenová struktura DFS existující v rámci domény musí být poskytována řadičem domény, což zajišťuje replikací informací ve všech odkazech přes síť (replikaci obstarává služba FRS – 'File Replication Service').

Ve Windows NT 4.0 je třeba podporu DFS doinstalovat a je dostupná pouze první z výše uvedených možností, tedy 'Standalone DFS root'.
Rozšířená správa DFS a RDC ('Remote Differential Compression') je součástí funkce 'branch office server management' dostupné v systému Windows Server 2003 R2 vydaného v roce 2006.
Linux od verze jádra 2.6 podporuje SBM klienta VFS pod jménem 'cifs', který DFS podporuje.